# Beth Heiden
Elizabeth Lee „Beth” Heiden-Reid (ur. 27 września 1959 w Madison) – amerykańska łyżwiarka szybka i kolarka szosowa, brązowa medalistka olimpijska i wielokrotna medalistka mistrzostw świata w łyżwiarstwie i mistrzyni świata w kolarstwie.

## Kariera
Pierwszy sukces w karierze Beth Heiden osiągnęła w 1976 roku, kiedy zdobyła srebrny medal w wieloboju podczas mistrzostw świata juniorów w Madonna di Campiglio. W tym samym roku wzięła udział w igrzyskach olimpijskich w Innsbrucku, gdzie w swoim jedynym starcie, biegu na 3000 m, zajęła jedenaste miejsce. Podczas mistrzostw świata juniorów w Inzell w 1977 roku zdobyła kolejny srebrny medal w wieloboju, a na rozgrywanych rok później mistrzostwach świata juniorów w Montrealu była najlepsza. W 1978 roku zdobyła też swój pierwszy medal wśród seniorek, zajmując drugie miejsce na sprinterskich mistrzostwach świata w Lake Placid. Rozdzieliła tam na podium Lubow Sadczikową z ZSRR i Erwinę Ryś-Ferens z Polski. Kolejne trzy medale zdobyła w 1979 roku, zaczynając od zwycięstwa podczas wielobojowych mistrzostw świata w Hadze. Została tym samym drugą w historii amerykańską mistrzynią świata w wieloboju po Kit Klein, która triumfowała w 1936 roku. Blisko dwa tygodnie później była druga na sprinterskich mistrzostwach świata w Inzell, przegrywając tylko ze swą rodaczką Leą Poulos. Następnie zdobyła swój ostatni medal w kategorii juniorów, zwyciężając w wieloboju podczas MŚJ w Grenoble. W 1980 roku wzięła udział w igrzyskach olimpijskich w Lake Placid, mimo iż zmagała się z kontuzją kostki. Zdobyła tam jeden medal, brązowy, na dystansie 3000 m, ulegając tylko Norweżce Bjørg Evie Jensen i Sabine Becker z NRD. Na tych samych igrzyskach była też piąta w biegu na 1000 m i siódma w biegach na 500 i 1500 m. W 1980 roku zdobyła ponadto srebrny medal na wielobojowych mistrzostwach świata w Hamar oraz brązowy na sprinterskich mistrzostwach świata w West Allis.
Heiden uprawiała także kolarstwo szosowe. W tej dyscyplinie jej największym osiągnięciem jest wywalczenie złotego medalu w wyścigu ze startu wspólnego podczas mistrzostw świata w kolarstwie szosowym w Sallanches w 1980 roku. Wyprzedziła tam bezpośrednio reprezentującą Szwecję Tuulikki Jahre oraz Mandy Jones z Wielkiej Brytanii. Czterokrotnie zdobywała medale mistrzostw Stanów Zjednoczonych, w tym złote w indywidualnej jeździe na czas w latach 1979 i 1980 oraz w wyścigu ze startu wspólnego w 1980 roku. Po tym jak przeniosła się z University of Wisconsin do University of Vermont w 1981 roku rozpoczęła treningi w biegach narciarskich. W 1983 roku zdobyła mistrzostw National Collegiate Athletic Association w tej dyscyplinie.
Jej brat Eric Heiden także uprawiał łyżwiarstwo szybkie i kolarstwo.
W 1979 roku w Tynset ustanowiła rekord świata w biegu na 5000 m.

### Mistrzostwa świata
- Mistrzostwa świata w wieloboju
  - złoto – 1979
  - srebro – 1980
- Mistrzostwa świata w wieloboju sprinterskim
  - srebro – 1978, 1979
  - brąz – 1980